# Design of a Decade 1986/1996
A Design of a Decade 1986/1996 Janet Jackson amerikai énekesnő nyolcadik albuma, első és máig egyetlen válogatásalbuma. Az albumra öt korábbi stúdióalbuma közül a harmadikról és a negyedikről (Control és Rhythm Nation 1814) kerültek fel a legsikeresebb dalok; ezenkívül szerepel rajta két (az amerikai kiadáson csak egy) dal az ötödik, janet. című albumról, két új dal (Runaway és Twenty Foreplay), valamint (csak a nemzetközi kiadáson) a The Best Things in Life Are Free című dal, amit Jackson egy filmzenealbumhoz énekelt Luther Vandross-szal.
A ritkább, kétlemezes változat második CD-jén szerepelnek ritka remixek, valamint néhány dal az első két albumról, a Janet Jackson és Dream Street címűekről.
Az albummal egy időben megjelent egy azonos című DVD, melyen a CD-n szereplő dalok videóklipjei láthatóak (a Twenty Foreplay klipje kivételével, mert az csak később készült el).

## Felvételek
Az albumon szereplő dalok nagy része abból az időből származik, amikor Janet még az A&M Records lemezkiadónál volt. Emiatt számos nagy sikerű száma, amit már új lemezkiadójához, a Virgin Recordshoz történt leszerződése után adott ki, nem szerepel rajta; legutóbbi albumáról csak a That’s the Way Love Goes és (a nemzetközi változaton) a Whoops Now került fel.
Jackson első két albumát annak ellenére figyelmen kívül hagyták, hogy azok is az A&M-nél jelentek meg és így a licenccel nem lett volna gond, ezek az albumok ugyanis még nem voltak sikeresek, Janet csak harmadik, Control című albumával futott be. A Controlról hat (What Have You Done for Me Lately; Nasty; When I Think of You; Control; The Pleasure Principle; Let’s Wait Awhile), a Rhythm Nation 1814 albumról hét dal (Escapade; Miss You Much; Love Will Never Do (Without You); Alright; Black Cat; Rhythm Nation; Come Back to Me) került fel az albumra; azok a dalok, amelyek az USA-ban megjelentek kislemezen. A Luther Vandross-szal énekelt duett, a The Best Things in Life Are Free Jackson albumai közül ezen az albumon szerepelt először, korábban csak kislemezen és filmzenealbumon volt kapható.
A két új dal, a Runaway és a Twenty Foreplay megjelentek kislemezen, 1995-ben, illetve 1996-ban.
A ritkább 2 lemezes változat bónusz CD-jére, ami külön is kapható, az első két album időszakából is felkerült 2-2 dal: a Janet Jackson albumról a Say You Do, valamint a Young Love egyik remixe; a Dream Street albumról a Don’t Stand Another Chance, valamint a French Blue, ami az albumon szereplő két szám mixe. A Control albumon fenn lévő When I Think of You és a Rhythm Nation 1814 albumon lévő The Knowledge egy-egy remixe mellett még a Janet egyik albumán sem szereplő, csak kislemezen és Herb Alpert dzsesszzenész albumán szereplő Diamonds egy remixe is szerepel.

## Fogadtatása
Az album az Egyesült Államokban kétszeres platinalemez, a Nielsen SoundScan adatai szerint azonban még több kelt el belőle (3,8 millió).

## Kislemezek
Az albumon szereplő minden dal megjelent kislemezen; itt csak a két új dal szerepel.
- Runaway (1995)
- Twenty Foreplay (1996)

## Számlista
Bár az albumborítón ezt nem jelzik, több dal nem az eredeti albumváltozatában került fel a válogatásalbumra, hanem remixként, vagy (különösen a nemzetközi kiadáson) rövidebb változatban.
| #                             | Cím                                                     | Szerzők                                  | Hossz       |
| ----------------------------- | ------------------------------------------------------- | ---------------------------------------- | ----------- |
| 1.                            | Runaway                                                 | Janet Jackson, James Harris, Terry Lewis | 3:35        |
| 2.                            | What Have You Done for Me Lately1                       | Jackson, Harris, Lewis                   | 4:44 / 3:32 |
| 3.                            | Nasty2                                                  | Jackson, Harris, Lewis                   | 3:56 / 3:44 |
| 4.                            | When I Think of You                                     | Harris, Lewis                            | 3:55        |
| 5.                            | Escapade                                                | Jackson, Harris, Lewis                   | 4:44        |
| 6.                            | Miss You Much3                                          | Harris, Lewis                            | 4:12 / 3:51 |
| 7.                            | Whoops Now (Edit)4                                      | Jackson                                  | 4:06        |
| 8.                            | Love Will Never Do (Without You) (Single Edit)          | Harris, Lewis                            | 4:35        |
| 9.                            | Alright (7" Remix Without Rap)                          | Jackson, Harris, Lewis                   | 4:39        |
| 10.                           | The Best Things in Life Are Free (Edit of UK 7" Remix)4 | Buddy DeSylva, Lew Brown, Ray Henderson  | 4:05        |
| 11.                           | Control5                                                | Jackson, Harris, Lewis                   | 5:14 / 3:27 |
| 12.                           | The Pleasure Principle (Edit)                           | Monte Moir                               | 4:13        |
| 13.                           | Black Cat (Video Mix with Long Solo)                    | Jackson                                  | 4:47        |
| 14.                           | Rhythm Nation6                                          | Jackson, Harris, Lewis                   | 5:58 / 4:27 |
| 15.                           | That’s the Way Love Goes                                | Jackson, Harris, Lewis                   | 4:25        |
| 16.                           | Come Back to Me (Remix)                                 | Jackson, Harris, Lewis                   | 5:36        |
| 17.                           | Let’s Wait Awhile                                       | Jackson, Harris, Lewis, Melanie Andrews  | 4:36        |
| 18.                           | Twenty Foreplay7                                        | Jackson, Harris, Lewis                   | 6:06 / 5:20 |
| 2 lemezes változat, bónusz CD |                                                         |                                          |             |
| 1.                            | Young Love (12" Dance Mix)                              | René Moore, Angela Winbush               | 5:08        |
| 2.                            | Diamonds (Cool Summer Mix Edit)                         | Harris, Lewis                            | 4:02        |
| 3.                            | The Knowledge (Q Sound Mix)                             | Harris, Lewis                            | 4:01        |
| 4.                            | Say You Do (LP Version)                                 | Moore, Winbush                           | 6:48        |
| 5.                            | Don’t Stand Another Chance                              | Marlon Jackson, John Barnes              | 4:17        |
| 6.                            | French Blue                                             | Jesse Johnson                            | 6:23        |
| 7.                            | When I Think of You (Jazzy Mix)                         | Harris, Lewis                            | 10:19       |

1 A nemzetközi kiadáson a rövidebb Single Version változat szerepel.
2 A nemzetközi kiadáson a rövidebb Edit of Remix változat szerepel.
3 A nemzetközi kiadáson a rövidebb Vinyl Album Version változat szerepel.
4 Az amerikai kiadáson nem szerepel.
5 A nemzetközi kiadáson a rövidebb Edit Version változat szerepel.
6 A nemzetközi kiadáson a rövidebb 7" Edit változat szerepel.
7 A nemzetközi kiadáson egy rövidebb változat szerepel.

## Helyezések
| Slágerlista                             | Legfelső helyezés | Minősítés       |
| --------------------------------------- | ----------------- | --------------- |
| USA Billboard 200                       | 3                 | 4× platinalemez |
| USA Billboard Top R&B/Hip-Hop Albums    | 4                 |                 |
| USA Billboard Pop Catalog Top 20 Albums | 3                 |                 |
| Ausztrál albumslágerlista               | 2                 | 4× platinalemez |
| Brit albumslágerlista                   | 2                 | 2× platinalemez |
| Dél-afrikai albumslágerlista            | 2                 | 3× platinalemez |
| Finn albumslágerlista                   | 18                |                 |
| Francia albumslágerlista                | 5                 |                 |
| Kanadai albumslágerlista                | 2                 | Platinalemez    |
| Német albumslágerlista                  | 10                | Aranylemez      |
| Norvég albumslágerlista                 | 18                |                 |
| Osztrák albumslágerlista                | 15                |                 |
| Svájci albumslágerlista                 | 6                 | 2× aranylemez   |
| Svéd albumslágerlista                   | 14                |                 |
| Új-zélandi albumslágerlista             | 1                 | 2× platinalemez |